# Olaf Mast
Olaf Mast (* 20. Mai 1968 in Krefeld) ist ein deutscher Handballtrainer und ehemaliger Handballspieler. Der zwei Meter große Linkshänder spielte im rechten Rückraum.

## Karriere
Olaf Mast spielte zwölf Jahre bei mehreren Vereinen in den beiden höchsten deutschen Spielklassen. Mit dem OSC Rheinhausen gelang ihm 1993 und 1995 der Aufstieg in die Handball-Bundesliga. 1994 erreichte er mit dem Team das erste DHB-Final-Four in Hamburg. 1995 wechselte er zum THW Kiel, mit dem er im gleichen Jahr den DHB-Supercup und 1996 die Deutsche Meisterschaft gewann. Nach zwei Jahren bei den Kielern ging Mast zum TSV Bayer Dormagen, bei dem er in der Vergangenheit bereits gespielt hatte und stieg dort 1999 erneut in die Handball-Bundesliga auf. In über 300 Einsätzen erzielte er in den beiden ersten Spielklassen weit über 1.000 Tore. Zudem kam er in mehr als 20 Champions-League-Spielen zum Einsatz. Dabei gelangen ihm 70 Treffer.
Seine Spielerkarriere ließ er später er beim TV Oppum und ab 2003 beim TV Korschenbroich in der Handball-Regionalliga ausklingen, bevor er in Korschenbroich Ende 2004 seine Trainerkarriere begann. Mit dem Team erreichte er 2007 die Westdeutsche Meisterschaft und stieg in die 2. Handball-Bundesliga auf. Ende 2007 verließ er den Club. Nach einer knapp einjährigen Pause übernahm er den damaligen Verbandsligisten DJK Adler Königshof. In seiner knapp dreijährigen Amtszeit wurde er u. a. Verbandsligameister und gewann mehrere Kreispokaltitel. Nach der Saison 2010/11 beendete er dort seine Tätigkeit.
Von November 2011 bis zum Saisonende 2012/13 kehrte Mast zu seinem Heimatverein zurück und trainierte fortan den Drittligisten SC Bayer 05 Uerdingen. Danach wurde er Trainer der von den Uerdingern und den Adlern Königshof gegründeten HSG Krefeld. Ende November 2017 verließ er den Club. Im Dezember 2017 übernahm er den Nordrheinligisten TV Jahn Köln-Wahn. Den zum Saisonende 2019/20 auslaufenden Vertrag verlängerte er nicht.
Zur Saison 2020/21 übernahm er das Amt des Sportlichen Leiters beim OSC Rheinhausen. Im Mai 2022 trat er dort von seinem Amt zurück.

## Erfolge
als Spieler
- Deutscher Meister 1996
- DHB-Supercup-Sieger 1995
- Aufstieg in die 1. Bundesliga 1993, 1995, 1999

als Trainer
- Westdeutscher Meister 2007
- Aufstieg in die 2. Bundesliga 2007
- Verbandsligameister und Aufsteiger in die Oberliga 2009
- Niederrheinpokalsieger 2013